# Chiersonskij (rejon budionnowski)
Chiersonskij (ros. Херсонский) – osiedle w Rosji, w Kraju Stawropolskim, w rejonie budionnowskim. W 2010 liczyło 519 mieszkańców.